# Liste von Terroranschlägen im Jahr 2020
Die Liste von Terroranschlägen im Jahr 2020 enthält eine unvollständige Auswahl von Terroranschlägen, die sich im Jahr 2020 ereigneten. Attentate werden gesondert in der Liste bekannter Attentate behandelt. Die Liste von Sprengstoffanschlägen beinhaltet auch nichtterroristische Anschläge. Die Liste von Flugzeugentführungen enthält eine Liste mit meist terroristischem Hintergrund. Im Artikel Rechtsterrorismus werden weitere terroristische Anschläge aufgezählt.
Zur großen Übersicht siehe Liste von Terroranschlägen.

## Erläuterung
In der Spalte Politische Ausrichtung ist die politische bzw. weltanschauliche Einordnung der Täter angegeben: faschistisch, rassistisch, nationalistisch, nationalsozialistisch, sozialistisch, kommunistisch, antiimperialistisch, islamistisch (schiitisch, sunnitisch, deobandisch, salafistisch, wahhabitisch), hinduistisch. Bei vorrangig auf staatliche Unabhängigkeit oder Autonomie zielender Ausrichtung ist autonomistisch vorangestellt, gefolgt von der Region oder der Volksgruppe und ggf. weiteren Merkmalen der Täter: armenisch, irisch (katholisch), kurdisch, tirolisch, tschetschenisch, dagestanisch, punjabisch (sikhistisch), palästinensisch.
- Wenn die Zahl der Opfer 20 oder mehr beträgt, wird sie fett dargestellt. Wenn die Zahl der Opfer 50 oder mehr beträgt, wird sie außerdem unterstrichen.
- Die Zahl bei den Anschlägen getöteter/verletzter Täter ist in Klammern ( ) gesetzt.

## Januar
| Datum/Beginn    | Betroffenes Land             | Stadt/Ort      | Artikel/Quellenangabe       | Täter                                  | Politische Ausrichtung                                          | Mittel                                                                           | Ziel                             | Tote     | Verletzte | Hintergrund                            |
| --------------- | ---------------------------- | -------------- | --------------------------- | -------------------------------------- | --------------------------------------------------------------- | -------------------------------------------------------------------------------- | -------------------------------- | -------- | --------- | -------------------------------------- |
| 02. Januar 2020 | Syrien                       | Idlib          | [ 1 ] [ 2 ]                 | Haiʾat Tahrir asch-Scham               | salafistisch, wahhabitisch                                      | 2 Selbstmordattentäter mit Autobomben, Raketenwerfer                             | Soldaten                         | 30       |           | Bürgerkrieg in Syrien seit 2011        |
| 03. Januar 2020 | Nigeria                      | Kogi           | [ 3 ]                       | vermutlich Fulani-Extremisten          |                                                                 | Schusswaffen, Brandstiftung                                                      | Dorf, Bezirksvorsitzender, Imam  | 29       |           | Hirten-Bauern-Konflikt in Nigeria      |
| 03. Januar 2020 | Vereinigtes Königreich       | Carrickfergus  | [ 4 ]                       | UFF                                    | protestantisch-unionistisch                                     | Baseballschläger, Eisenstangen                                                   | Zivilist                         | 1        | 0         | Nordirlandkonflikt                     |
| 03. Januar 2020 | Frankreich                   | Villejuif      | [ 5 ] [ 6 ]                 | Nathan C.                              | salafistisch                                                    | Messer, Fake-Sprengstoffweste                                                    | Zivilisten                       | 1 (+1)   | 2         |                                        |
| 05. Januar 2020 | Indien                       | Neu-Delhi      | [ 7 ]                       | Rashtriya Swayamsevak Sangh (Hindutva) | hindu-nationalistisch                                           | Knüppel, Ruten, Vorschlaghammer                                                  | Jawaharlal Nehru University      | 0        | 26        |                                        |
| 06. Januar 2020 | Nigeria                      | Gamboru        | [ 8 ] [ 9 ]                 | Boko Haram                             | wahhabitisch, islamistisch                                      | Sprengsatz                                                                       | Markt, Zivilisten                | 38       | 35+       | Scharia-Konflikt in Nigeria            |
| 07. Januar 2020 | Jemen                        | ad-Dāliʿ       | [ 10 ]                      | Huthi                                  | zaiditisch, antiimperialistisch, antizionistisch, antisemitisch | Rakete                                                                           | Militärstützpunkt                | 9        | 20        | Militärintervention im Jemen seit 2015 |
| 09. Januar 2020 | Niger                        | Filingué       | [ 11 ] [ 12 ]               | IS                                     | salafistisch, wahhabitisch                                      | Schusswaffen                                                                     | Militärstützpunkt                | 89 (+77) | 6+        | Aufstand im Maghreb seit 2002          |
| 09. Januar 2020 | Mali                         | Tessalit       | [ 13 ]                      | JNIM                                   | salafistisch, islamistisch, anti-westlich                       | Rakete                                                                           | MINUSMA-Militärstützpunkt        | 0        | 20        | Konflikt in Nordmali (seit 2012)       |
| 10. Januar 2020 | Pakistan                     | Quetta         | [ 14 ]                      | IS                                     | salafistisch, wahhabitisch                                      | Selbstmordattentäter                                                             | Moschee, Polizisten              | 15 (+1)  | 20        | Konflikt in Nordwest-Pakistan          |
| 12. Januar 2020 | Nigeria                      | Borno          | [ 15 ]                      | Boko Haram                             | wahhabitisch, islamistisch                                      |                                                                                  | Zivilisten                       | 11       | 20        | Scharia-Konflikt in Nigeria            |
| 17. Januar 2020 | Burkina Faso                 | Centre-Nord    | [ 16 ]                      | Muslimische Extremisten                |                                                                 | Schusswaffen                                                                     | Dorf                             | 20       |           | Aufstand im Maghreb seit 2002          |
| 18. Januar 2020 | Jemen                        | Ma'rib         | [ 17 ] [ 18 ]               | Huthi                                  | zaiditisch, antiimperialistisch, antizionistisch, antisemitisch | Drohnen, Raketen                                                                 | Militärtrainingslager, Moschee   | 116      | 148       | Militärintervention im Jemen seit 2015 |
| 18. Januar 2020 | Nigeria                      | Borno          | [ 19 ]                      | Boko Haram                             | wahhabitisch, islamistisch                                      | Selbstmordattentäter mit Autobombe, Panzerfäuste, Maschinengewehre, Sturmgewehre | UN-Gebäude, Soldaten             | 21 (+4)  |           | Scharia-Konflikt in Nigeria            |
| 18. Januar 2020 | Somalia                      | Afgooye        | [ 20 ]                      | al-Shabaab                             | wahhabitisch, islamistisch                                      | Selbstmordattentäter mit Autobombe                                               | Türkische Ingenieure, Polizisten | 4 (+1)   | 20        | Somalischer Bürgerkrieg                |
| 20. Januar 2020 | Burkina Faso                 | Centre-Nord    | [ 21 ] [ 22 ]               | Muslimische Extremisten                |                                                                 | Schusswaffen, Brandstiftung                                                      | Markt, Zivilisten                | 36       | 3         | Aufstand im Maghreb seit 2002          |
| 22. Januar 2020 | Sudan                        | Gharb Kurdufan | [ 23 ]                      | vermutlich Misseriye-Extremisten       |                                                                 | Brandstiftung                                                                    | Dorf                             | 32       | 24        |                                        |
| 23. Januar 2020 | Syrien                       | Idlib          | [ 24 ]                      | al-Nusra-Front                         | salafistisch, wahhabitisch                                      | Autobomben, Schusswaffen                                                         | Soldaten                         | 40       | 80        | Bürgerkrieg in Syrien seit 2011        |
| 25. Januar 2020 | Burkina Faso                 | Sahel          | [ 25 ]                      | IS                                     | salafistisch, wahhabitisch                                      | Exekution                                                                        | Markt, Zivilisten                | 36       | 0         | Aufstand im Maghreb seit 2002          |
| 26. Januar 2020 | Mali                         | Sokolo         | [ 26 ]                      | JNIM                                   | salafistisch, islamistisch, anti-westlich                       | Schusswaffen, Entführung                                                         | Militärlager                     | 20 (+4)  | 5         | Konflikt in Nordmali (seit 2012)       |
| 26. Januar 2020 | Irak                         | Nasiriya       | [ 27 ]                      |                                        |                                                                 | Schusswaffen, Brandstiftung                                                      | Demonstranten                    | 2        | 76        | Proteste im Irak 2019/2020             |
| 29. Januar 2020 | Demokratische Republik Kongo | Nord-Kivu      | [ 28 ] [ 29 ] [ 30 ] [ 31 ] | ADF                                    | islamistisch                                                    | Sturmgewehre, Macheten                                                           | Dörfer                           | 36       | 6         | ADF-Konflikt                           |

## Februar
| Datum/Beginn     | Betroffenes Land             | Stadt/Ort                 | Artikel/Quellenangabe                            | Täter                                            | Politische Ausrichtung                                                               | Mittel                                           | Ziel                                               | Tote     | Verletzte | Hintergrund                            |
| ---------------- | ---------------------------- | ------------------------- | ------------------------------------------------ | ------------------------------------------------ | ------------------------------------------------------------------------------------ | ------------------------------------------------ | -------------------------------------------------- | -------- | --------- | -------------------------------------- |
| 01. Februar 2020 | Demokratische Republik Kongo |                           | [ 32 ] [ 33 ] [ 34 ] [ 35 ] [ 36 ] [ 37 ] [ 38 ] | ADF                                              | islamistisch                                                                         | Schusswaffen, Macheten                           | Dörfer                                             | 62       |           | ADF-Konflikt                           |
| 02. Februar 2020 | Vereinigtes Königreich       | London                    | [ 39 ]                                           | Sudesh Mamoor Faraz Amman (IS)                   | salafistisch, wahhabitisch                                                           | Messer                                           | Zivilisten                                         | 0 (+1)   | 3         |                                        |
| 03. Februar 2020 | Frankreich                   | Metz                      | [ 40 ]                                           |                                                  | islamistisch                                                                         | Stichwaffe                                       | Polizist                                           | 0        | 1 (+1)    |                                        |
| 05. Februar 2020 | Irak                         | Nadschaf                  | [ 41 ]                                           | Mahdi-Armee                                      | irakisch-nationalistisch, schiitisch-islamistisch, antiamerikanisch, antizionistisch | Schusswaffen, Messer, Brandstiftung              | Demonstranten                                      | 11       | 121       | Proteste im Irak 2019/2020             |
| 06. Februar 2020 | Israel, Palästina            | Jerusalem, Westjordanland | [ 42 ] [ 43 ] [ 44 ]                             | Palästinensische Extremisten                     |                                                                                      | Fahrzeug, Schusswaffen                           | Israelische Soldaten, Polizist                     | 0        | 14        | Israelisch-Palästinensischer Konflikt  |
| 07. Februar 2020 | Demokratische Republik Kongo | Beni                      | [ 45 ]                                           | ADF                                              | islamistisch                                                                         | Messer, Brandstiftung                            | Zivilisten                                         | 20       |           | ADF-Konflikt                           |
| 08. Februar 2020 | Kasachstan                   | Schambyl                  | [ 46 ]                                           | Dunganische Extremisten, Kasachische Extremisten |                                                                                      | Knüppel, Brandstiftung                           |                                                    | 10       | Dutzende  |                                        |
| 08. Februar 2020 | Nigeria                      | Niger                     | [ 47 ] [ 48 ] [ 49 ]                             | vermutlich Boko Haram                            | wahhabitisch, islamistisch                                                           | Schusswaffen                                     | Dörfer                                             | 3        | 50        | Scharia-Konflikt in Nigeria            |
| 10. Februar 2020 | Nigeria                      | Borno                     | [ 50 ] [ 51 ]                                    | Boko Haram                                       | wahhabitisch, islamistisch                                                           | Brandstiftung, Entführung                        | Kontrollpunkt, Schlafende Zivilisten in Fahrzeugen | 30       |           | Scharia-Konflikt in Nigeria            |
| 10. Februar 2020 | Afghanistan                  | Baglan                    | [ 52 ]                                           | Taliban                                          | deobandisch-fundamentalistisch, paschtunisch, islamistisch                           |                                                  | Militärkonvoi, Polizisten                          | 3        | 33        | Krieg in Afghanistan                   |
| 13. Februar 2020 | Myanmar                      | Rakhaing-Staat            | [ 53 ]                                           | Arakan Army                                      | autonomistisch, nationalistisch                                                      | Mörser, Schusswaffen                             | Grundschule, Soldaten                              | 0        | 20        | Bewaffnete Konflikte in Myanmar        |
| 14. Februar 2020 | Mali                         | Mopti                     | [ 54 ]                                           | Dogon-Extremisten                                |                                                                                      | Schusswaffen, Brandstiftung                      | Dorf                                               | 31       |           | Konflikt in Nordmali (seit 2012)       |
| 14. Februar 2020 | Kamerun                      | Nord-Ouest                | [ 55 ]                                           |                                                  |                                                                                      | Schusswaffen                                     | Dorf                                               | 22       |           | Ambazonien-Konflikt                    |
| 16. Februar 2020 | Burkina Faso                 | Yagha                     | [ 56 ] [ 57 ]                                    | Islamisten                                       | islamistisch                                                                         | Schusswaffen, Entführung                         | Kirche                                             | 24       | 18        | Aufstand im Maghreb seit 2002          |
| 17. Februar 2020 | Pakistan                     | Quetta                    | [ 58 ] [ 59 ]                                    | IS                                               | salafistisch, wahhabitisch                                                           | Selbstmordattentäter auf Motorrad                | Kundgebung, Polizisten                             | 10 (+1)  | 35        | Konflikt in Nordwest-Pakistan          |
| 18. Februar 2020 | Demokratische Republik Kongo | Nord-Kivu                 | [ 60 ] [ 61 ] [ 62 ]                             | ADF                                              | islamistisch                                                                         | Schusswaffen, Brandstiftung                      | Dörfer                                             | 30       | 0         | ADF-Konflikt                           |
| 19. Februar 2020 | Deutschland                  | Hanau                     | Anschlag in Hanau 2020                           | Tobias R.                                        | rechtsextremistisch                                                                  | Schusswaffe(n)                                   | Lokale, Zivilisten                                 | 10 (+1)  | 5         |                                        |
| 19. Februar 2020 | Somalia                      | Shabeellaha Hoose         | [ 66 ]                                           | al-Shabaab                                       | wahhabitisch, islamistisch                                                           | Selbstmordattentäter mit Autobombe, Schusswaffen | Militärstützpunkt                                  | 20 (+13) | 18        | Somalischer Bürgerkrieg                |
| 23. Februar 2020 | Äthiopien                    | Addis Abeba               | [ 67 ] [ 68 ]                                    | OLF                                              | autonomistisch, oromo-nationalistisch, sozialistisch                                 | Granate                                          | Kundgebung                                         | 0        | 29        | Oromo-Konflikt                         |
| 28. Februar 2020 | Demokratische Republik Kongo | Ituri                     | [ 69 ]                                           | CODECO                                           | christlich-animistisch                                                               | Schusswaffen, Macheten                           | Zivilisten                                         | 24       | 2         | Ituri-Konflikt                         |
| 29. Februar 2020 | Jemen                        | al-Dschauf                | [ 70 ]                                           | Huthi                                            | zaiditisch, antiimperialistisch, antizionistisch, antisemitisch                      | Schusswaffen, Macheten                           | Soldaten, Stammeskämpfer                           | 30 (+24) |           | Militärintervention im Jemen seit 2015 |

## März
| Datum/Beginn  | Betroffenes Land             | Stadt/Ort         | Artikel/Quellenangabe                            | Täter                        | Politische Ausrichtung                                                     | Mittel                                                          | Ziel                                        | Tote      | Verletzte | Hintergrund                                      |
| ------------- | ---------------------------- | ----------------- | ------------------------------------------------ | ---------------------------- | -------------------------------------------------------------------------- | --------------------------------------------------------------- | ------------------------------------------- | --------- | --------- | ------------------------------------------------ |
| 01. März 2020 | Nigeria                      | Kaduna            | [ 71 ] [ 72 ] [ 73 ] [ 74 ] [ 75 ] [ 76 ] [ 77 ] | Boko Haram                   | wahhabitisch, islamistisch                                                 | Schusswaffen, Brandstiftung                                     | Dörfer                                      | 50        |           | Scharia-Konflikt in Nigeria                      |
| 04. März 2020 | Nigeria                      | Damboa            | [ 78 ]                                           | Boko Haram                   | wahhabitisch, islamistisch                                                 | Maschinengewehre, Panzerfäuste, Schusswaffen                    | Militärkaserne                              | 3 (+19)   | 47        | Scharia-Konflikt in Nigeria                      |
| 06. März 2020 | Tunesien                     | Tunis             | [ 79 ] [ 80 ]                                    |                              |                                                                            | 2 Selbstmordattentäter mit Motorradbombe                        | US-Botschaft, Polizeistreife, Zivilisten    | 1 (+2)    | 6         |                                                  |
| 06. März 2020 | Afghanistan                  | Kabul             | [ 81 ] [ 82 ]                                    | IS                           | salafistisch, wahhabitisch                                                 | Handgranaten, Maschinengewehre, Panzerfäuste                    | Zeremonie                                   | 32 (+2)   | 82        | Krieg in Afghanistan                             |
| 08. März 2020 | Burkina Faso                 | Nord              | [ 83 ] [ 84 ]                                    | Koglweogo                    |                                                                            | Schusswaffen, Brandstiftung                                     | Dörfer                                      | 43        | 6         | Aufstand im Maghreb seit 2002                    |
| 11. März 2020 | Zentralafrikanische Republik | Ndélé             | [ 85 ]                                           | FPRC                         |                                                                            |                                                                 | MLCJ-Milizionäre, Zivilisten                | 40        |           | Bürgerkrieg in der Zentralafrikanischen Republik |
| 11. März 2020 | Irak                         | Tadschi           | [ 86 ]                                           | vermutlich Kata’ib Hezbollah | schiitisch-islamistisch, anti-amerikanisch, antizionistisch, anti-westlich | Schusswaffen, Rakete                                            | Militärstützpunkt, Soldaten                 | 3         | 21        | Golfkrise 2019/2020                              |
| 17. März 2020 | Thailand                     | Yala              | [ 87 ] [ 88 ]                                    | Barisan Revolusi Nasional    | autonomistisch, malaysisch-nationalistisch, dschihadistisch                | Autobombe, Sprengsatz                                           | Regierungsgebäude, Polizisten, Journalisten | 0         | 25        | Konflikt in Südthailand seit 2004                |
| 17. März 2020 | Syrien                       | Homs              | [ 89 ]                                           | IS                           | salafistisch, wahhabitisch                                                 |                                                                 | Soldaten                                    | 21        |           | Bürgerkrieg in Syrien seit 2011                  |
| 19. März 2020 | Mali                         | Tarkint           | [ 90 ]                                           | JNIM                         | salafistisch, islamistisch, anti-westlich                                  |                                                                 | Militärstützpunkt                           | 29        | 5         | Konflikt in Nordmali (seit 2012)                 |
| 20. März 2020 | Afghanistan                  | Qalāt-i Ghildschī | [ 91 ]                                           | Taliban                      | deobandisch-fundamentalistisch, paschtunisch, islamistisch                 | Schusswaffen, Brandstiftung                                     | Militärstützpunkt                           | 25        | 0         | Krieg in Afghanistan                             |
| 23. März 2020 | Tschad                       | Lac (Provinz)     | [ 92 ] [ 93 ]                                    | Boko Haram                   | wahhabitisch, islamistisch                                                 | Brandstiftung                                                   | Militärstützpunkt, Soldaten                 | 98        | 41        | Scharia-Konflikt in Nigeria                      |
| 23. März 2020 | Nigeria                      | Borno             | [ 94 ] [ 95 ]                                    | Boko Haram                   | wahhabitisch, islamistisch                                                 | Panzerfäuste, Schusswaffen, Entführung                          | Soldaten                                    | 29 (+150) | 61 (+?)   | Scharia-Konflikt in Nigeria                      |
| 25. März 2020 | Afghanistan                  | Kabul             | [ 96 ] [ 97 ]                                    | IS                           | salafistisch, wahhabitisch                                                 | Selbstmordattentäter mit Schusswaffen und Granaten, Geiselnahme | Gurdwara                                    | 25 (+3)   | 8         | Krieg in Afghanistan                             |
| 26. März 2020 | Mali                         | Region Timbuktu   | [ 98 ] [ 99 ]                                    | JNIM                         | salafistisch, islamistisch, anti-westlich                                  | Schusswaffen, Entführung                                        | Soumaïla Cissé                              | 1         | 2         | Konflikt in Nordmali (seit 2012)                 |

## April
| Datum/Beginn   | Betroffenes Land             | Stadt/Ort            | Artikel/Quellenangabe                                   | Täter                                                        | Politische Ausrichtung                     | Mittel                      | Ziel                                            | Tote     | Verletzte | Hintergrund                                      |
| -------------- | ---------------------------- | -------------------- | ------------------------------------------------------- | ------------------------------------------------------------ | ------------------------------------------ | --------------------------- | ----------------------------------------------- | -------- | --------- | ------------------------------------------------ |
| 04. April 2020 | Frankreich                   | Romans-sur-Isère     | [ 100 ] [ 101 ]                                         | Abdallah A.                                                  | islamistisch                               | Messer                      | Tabakladen, Metzgerei, Zivilisten               | 2        | 5         |                                                  |
| 05. April 2020 | Mali                         | Mopti                | [ 102 ] [ 103 ] [ 104 ] [ 105 ] [ 106 ] [ 107 ] [ 108 ] |                                                              |                                            |                             | Dörfer                                          | 37       |           | Konflikt in Nordmali (seit 2012)                 |
| 06. April 2020 | Mali                         | Bamba                | [ 109 ] [ 110 ]                                         | Dschamāʿat Nusrat al-Islām wa-l-Muslimīn                     | salafistisch, islamistisch, anti-westlich  | Schusswaffen                | Militärstützpunkt                               | 25 (+10) | 6         | Konflikt in Nordmali (seit 2012)                 |
| 07. April 2020 | Mosambik                     | Cabo Delgado         | [ 111 ] [ 112 ]                                         | IS                                                           | salafistisch, wahhabitisch                 | Schusswaffen, Exekution     | Dorf                                            | 52       |           | Aufstand in Cabo Delgado                         |
| 12. April 2020 | Demokratische Republik Kongo | Ituri (Provinz)      | [ 113 ] [ 114 ] [ 115 ]                                 | CODECO                                                       | christlich-animistisch                     |                             | Dorf                                            | 22       |           | Ituri-Konflikt                                   |
| 17. April 2020 | Philippinen                  | Sulu                 | [ 116 ] [ 117 ]                                         | Abu Sajaf                                                    | islamistisch, islamisch-fundamentalistisch | Automatische Schusswaffen   | Soldaten                                        | 11       | 14        | Moro-Konflikt                                    |
| 21. April 2020 | Myanmar                      | Rakhaing             | [ 118 ] [ 119 ]                                         | Arakan Army                                                  | autonomistisch, nationalistisch            | Schusswaffen                | WHO-Arbeiter in Fahrzeug                        | 1        | 1         | Bewaffnete Konflikte in Myanmar                  |
| 24. April 2020 | Demokratische Republik Kongo | Nationalpark Virunga | [ 120 ] [ 121 ]                                         | vermutlich Forces Démocratiques de Libération du Rwanda      | Hutu-Power (rechtsextremistisch)           | Schusswaffen, Brandstiftung | Sicherheitskräfte, Zivilisten                   | 17       | 5         | Dritter Kongokrieg                               |
| 24. April 2020 | Demokratische Republik Kongo | Ituri (Provinz)      | [ 122 ]                                                 | CODECO                                                       | christlich-animistisch                     | Macheten                    | Dorf                                            | 13 (+10) | 20        | Ituri-Konflikt                                   |
| 27. April 2020 | Frankreich                   | Colombes             | [ 123 ] [ 124 ]                                         | IS                                                           | salafistisch, wahhabitisch                 | Fahrzeug                    | Polizisten                                      | 0        | 2         |                                                  |
| 28. April 2020 | Syrien                       | Afrin                | Anschlag in Afrin 2020                                  | vermutlich Türkei und ihre verbündeten Söldner Gruppen [SNA] |                                            | 2 Autobomben                | Tankwagen, Markt, Regierungsgebäude, Zivilisten | 53       | 50+       | Bürgerkrieg in Syrien seit 2011                  |
| 11. März 2020  | Zentralafrikanische Republik | Ndélé                | [ 128 ]                                                 | FPRC                                                         |                                            | Schusswaffen                | UN-Soldaten, Zivilisten                         | 25       | 51        | Bürgerkrieg in der Zentralafrikanischen Republik |

## Mai
| Datum/Beginn | Betroffenes Land             | Stadt/Ort              | Artikel/Quellenangabe           | Täter                              | Politische Ausrichtung                                     | Mittel                                           | Ziel                                       | Tote    | Verletzte | Hintergrund                       |
| ------------ | ---------------------------- | ---------------------- | ------------------------------- | ---------------------------------- | ---------------------------------------------------------- | ------------------------------------------------ | ------------------------------------------ | ------- | --------- | --------------------------------- |
| 03. Mai 2020 | Afghanistan                  | Paktika                | [ 129 ] [ 130 ]                 | vermutlich Taliban                 | deobandisch-fundamentalistisch, paschtunisch, islamistisch | Handgranate                                      | Moschee                                    | 0       | 20        | Krieg in Afghanistan              |
| 09. Mai 2020 | Niger                        | Tillabéri              | [ 131 ] [ 132 ] [ 133 ] [ 134 ] | vermutlich Muslimische Extremisten |                                                            | Schusswaffen                                     | Dörfer                                     | 20      | 0         | Aufstand im Maghreb seit 2002     |
| 11. Mai 2020 | Afghanistan                  | Laghman                | [ 135 ]                         | Taliban                            | deobandisch-fundamentalistisch, paschtunisch, islamistisch |                                                  | Militärkonvoi                              | 27      |           | Krieg in Afghanistan              |
| 12. Mai 2020 | Afghanistan                  | Kabul                  | [ 136 ] [ 137 ]                 | vermutlich IS                      | salafistisch, wahhabitisch                                 | Schusswaffen, Granaten                           | Krankenhaus, Entbindungsstation            | 21 (+3) | 16        | Krieg in Afghanistan              |
| 12. Mai 2020 | Afghanistan                  | Nangarhar              | [ 136 ] [ 138 ] [ 139 ]         | IS                                 | salafistisch, wahhabitisch                                 | Selbstmordattentäter                             | Beerdigung                                 | 32 (+1) | 133       | Krieg in Afghanistan              |
| 14. Mai 2020 | Afghanistan                  | Gardez                 | [ 138 ] [ 140 ]                 | Taliban                            | deobandisch-fundamentalistisch, paschtunisch, islamistisch | Selbstmordattentäter mit Autobombe               | Militärstützpunkt                          | 5 (+1)  | 29        | Krieg in Afghanistan              |
| 17. Mai 2020 | Demokratische Republik Kongo | Ituri                  | [ 141 ] [ 142 ]                 | CODECO                             | christlich-animistisch                                     | Schusswaffen, Macheten                           | Dorf                                       | 20      | 14        | Ituri-Konflikt                    |
| 17. Mai 2020 | Nigeria                      | Borno                  | [ 143 ] [ 144 ]                 | Boko Haram                         | wahhabitisch, islamistisch                                 | Panzerfäuste                                     | Zivilisten                                 | 20      | 14        | Scharia in Nigeria                |
| 18. Mai 2020 | Afghanistan                  | Ghazni                 | [ 145 ] [ 146 ]                 | Taliban                            | deobandisch-fundamentalistisch, paschtunisch, islamistisch | Selbstmordattentäter mit Autobombe, Schusswaffen | NDS-Anlage                                 | 7 (+1)  | 40        | Krieg in Afghanistan              |
| 21. Mai 2020 | Nigeria                      | Kaduna                 | [ 147 ]                         | vermutlich Fulani-Extremisten      |                                                            | Schusswaffen                                     | Dörfer                                     | 20      |           | Hirten-Bauern-Konflikt in Nigeria |
| 21. Mai 2020 | USA                          | Corpus Christi (Texas) | [ 148 ] [ 149 ]                 | Adam Alsalhi                       | islamistisch                                               | Fahrzeug, Schusswaffe(n)                         | Marineflugplatz                            | 0 (+1)  | 1         |                                   |
| 24. Mai 2020 | Somalia                      | Baidoa                 | [ 150 ] [ 151 ]                 | vermutlich al-Shabaab              | wahhabitisch, islamistisch                                 | Autobombe                                        | Veranstaltung                              | 5       | 20        | Somalischer Bürgerkrieg           |
| 25. Mai 2020 | Demokratische Republik Kongo | Ituri                  | [ 152 ] [ 153 ] [ 154 ] [ 155 ] | ADF                                | islamistisch                                               | Schusswaffen, Macheten                           | Dorf                                       | 40      | 0         | ADF-Konflikt                      |
| 27. Mai 2020 | Demokratische Republik Kongo | Nord-Kivu              | [ 156 ]                         | ADF                                | islamistisch                                               |                                                  | Milizionäre                                | 23 (+7) |           | ADF-Konflikt                      |
| 28. Mai 2020 | Mali                         | Mopti                  | [ 157 ] [ 158 ] [ 159 ]         | Muslimische Extremisten            |                                                            | Schusswaffen, Brandstiftung                      | Bauern                                     | 20      | 0         | Konflikt in Nordmali (seit 2012)  |
| 29. Mai 2020 | USA                          | Oakland                | [ 160 ] [ 161 ]                 | Boogaloo-Bewegung                  | rechtsextremistisch                                        | Sturmgewehr                                      | Polizisten in Fahrzeug                     | 1       | 1         |                                   |
| 30. Mai 2020 | Burkina Faso                 | Kompienga              | [ 162 ] [ 163 ]                 | Islamisten                         | islamistisch                                               | Schusswaffen                                     | Viehmarkt                                  | 35      |           | Aufstand im Maghreb seit 2002     |
| 30. Mai 2020 | Burkina Faso                 | Centre-Nord            | [ 162 ] [ 164 ]                 | Islamisten                         | islamistisch                                               | Schusswaffen                                     | Hilfskonvoi, Militärpolizisten             | 13      | 40        | Aufstand im Maghreb seit 2002     |
| 30. Mai 2020 | Afghanistan                  | Kabul                  | [ 165 ] [ 166 ]                 | IS                                 | salafistisch, wahhabitisch                                 | Landmine                                         | TV-Sender-Arbeiter und Journalisten in Bus | 2       | 7         | Krieg in Afghanistan              |
| 31. Mai 2020 | Nigeria                      | Benue                  | [ 167 ]                         | vermutlich Fulani-Extremisten      |                                                            | Sturmgewehre, Macheten                           | Regierungsbeamter, Politiker, Zivilisten   | 13      | 24        | Hirten-Bauern-Konflikt in Nigeria |

## Juni
| Datum/Beginn  | Betroffenes Land             | Stadt/Ort         | Artikel/Quellenangabe                             | Täter             | Politische Ausrichtung                    | Mittel                                                        | Ziel                                                   | Tote     | Verletzte | Hintergrund                      |
| ------------- | ---------------------------- | ----------------- | ------------------------------------------------- | ----------------- | ----------------------------------------- | ------------------------------------------------------------- | ------------------------------------------------------ | -------- | --------- | -------------------------------- |
| 02. Juni 2020 | Mali                         | Ménaka            | [ 168 ]                                           |                   |                                           | Landmine                                                      | Fahrzeug, Zivilisten                                   | 1        | 50        | Konflikt in Nordmali (seit 2012) |
| 02. Juni 2020 | Somalia                      | Gedo              | [ 169 ]                                           | al-Shabaab        | wahhabitisch, islamistisch                | Schusswaffen                                                  | Abdullahi Sharif (Regierungsbeamter)                   |          | 24        | Somalischer Bürgerkrieg          |
| 06. Juni 2020 | USA                          | Santa Cruz County | [ 170 ]                                           | Boogaloo-Bewegung | rechtsextremistisch                       | Gewehr, Rohrbomben                                            | Polizisten                                             | 1        | 2 (+1)    |                                  |
| 09. Juni 2020 | Nigeria                      | Borno             | [ 171 ] [ 172 ]                                   | Boko Haram        | wahhabitisch, islamistisch                | Panzer, Sturmgewehre, Schusswaffen, Brandstiftung, Entführung | Dorf                                                   | 81       | 13        | Scharia-Konflikt in Nigeria      |
| 13. Juni 2020 | Nigeria                      | Borno             | [ 173 ] [ 174 ] [ 175 ] [ 176 ] [ 177 ] [ 178 ]   | Boko Haram        | wahhabitisch, islamistisch                | Schusswaffen, Brandstiftung                                   | Soldaten, UN-Hauptquartier, Polizeistation, Zivilisten | 60 (+20) | 100+      | Scharia-Konflikt in Nigeria      |
| 15. Juni 2020 | Mali                         | Diabaly           | [ 179 ] [ 180 ]                                   | JNIM              | salafistisch, islamistisch, anti-westlich | Schusswaffen                                                  | Militärkonvoi                                          | 24       | 8         | Konflikt in Nordmali (seit 2012) |
| 16. Juni 2020 | Vereinigtes Königreich       | Belfast           | [ 181 ]                                           |                   |                                           | Schusswaffe                                                   | Zivilist                                               | 0        | 1         |                                  |
| 18. Juni 2020 | Vereinigtes Königreich       | Belfast           | [ 182 ]                                           |                   | rassistisch                               | Hammer                                                        | Zivilist                                               | 0        | 1         |                                  |
| 20. Juni 2020 | Vereinigtes Königreich       | Reading           | Messerattacke in Forbury Gardens am 20. Juni 2020 |                   |                                           | Messer                                                        | Park, Zivilisten                                       | 3        | 3         |                                  |
| 20. Juni 2020 | Demokratische Republik Kongo | Nord-Kivu         | [ 184 ] [ 185 ]                                   | ADF               | islamistisch                              |                                                               | Dörfer                                                 | 20       |           | ADF-Konflikt                     |
| 23. Juni 2020 | Afghanistan                  | Wardak            | [ 186 ]                                           | Hazara-Miliz      |                                           | Schusswaffen, körperliche Gewalt                              | Bauarbeiter                                            | 0        | 24        | Krieg in Afghanistan             |

## Juli
| Datum/Beginn  | Betroffenes Land             | Stadt/Ort       | Artikel/Quellenangabe                   | Täter                         | Politische Ausrichtung                                              | Mittel                                           | Ziel              | Tote     | Verletzte | Hintergrund                       |
| ------------- | ---------------------------- | --------------- | --------------------------------------- | ----------------------------- | ------------------------------------------------------------------- | ------------------------------------------------ | ----------------- | -------- | --------- | --------------------------------- |
| 02. Juli 2020 | Mali                         | Mopti           | [ 187 ] [ 188 ] [ 189 ] [ 190 ] [ 191 ] | vermutlich JNIM               | salafistisch, islamistisch, anti-westlich                           | Schusswaffen                                     | Dörfer            | 32       |           | Konflikt in Nordmali (seit 2012)  |
| 02. Juli 2020 | Kamerun                      | Yaoundé         | [ 192 ]                                 | Separatisten                  | autonomistisch                                                      | Sprengsatz                                       | Zivilisten        | 0        | 20        | Ambazonien-Konflikt               |
| 02. Juli 2020 | Syrien                       | Homs            | [ 193 ]                                 | IS                            | salafistisch, wahhabitisch                                          |                                                  | Soldaten          | 20 (+31) |           | Bürgerkrieg in Syrien seit 2011   |
| 07. Juli 2020 | Nigeria                      | Borno           | [ 194 ] [ 195 ]                         | Boko Haram                    | wahhabitisch, islamistisch                                          | Schusswaffen, Brandstiftung                      | Militärkonvoi     | 35 (+17) | 18        | Scharia-Konflikt in Nigeria       |
| 08. Juli 2020 | Demokratische Republik Kongo | Ituri (Provinz) | [ 196 ] [ 197 ]                         | CODECO                        | christlich-animistisch                                              |                                                  | Dorf              | 25       | 10        | Ituri-Konflikt                    |
| 09. Juli 2020 | Demokratische Republik Kongo | Ituri (Provinz) | [ 198 ]                                 | CODECO                        | christlich-animistisch                                              |                                                  | Zivilisten        | 25       | 10        | Ituri-Konflikt                    |
| 12. Juli 2020 | Syrien                       | Homs            | [ 199 ]                                 | IS                            | salafistisch, wahhabitisch                                          |                                                  | Soldaten          | 10       | 24        | Bürgerkrieg in Syrien seit 2011   |
| 13. Juli 2020 | Afghanistan                  | Aybak           | [ 200 ] [ 201 ]                         | Taliban                       | deobandisch-fundamentalistisch, paschtunisch, islamistisch          | Selbstmordattentäter mit Autobombe, Schusswaffen | NDS-Anlage        | 12 (+4)  | 63        | Krieg in Afghanistan              |
| 16. Juli 2020 | Demokratische Republik Kongo | Sud-Kivu        | Kipupu-Massaker                         | Milizionäre                   |                                                                     | Brandstiftung                                    | Zivilisten        | 220      |           | Dritter Kongokrieg                |
| 19. Juli 2020 | Syrien                       | Aleppo          | [ 203 ]                                 | PKK / IS                      | autonomistisch, kurdisch-sozialistisch / salafistisch, wahhabitisch | Autobombe                                        | Soldaten          | 8        | 82        | Bürgerkrieg in Syrien seit 2011   |
| 19. Juli 2020 | Nigeria                      | Kaduna          | [ 204 ]                                 | vermutlich Fulani-Extremisten |                                                                     | Gewehre, Macheten                                | Hochzeit          | 21       | 28        | Hirten-Bauern-Konflikt in Nigeria |
| 19. Juli 2020 | Indien                       | Chhattisgarh    | [ 205 ]                                 | Maoisten                      | maoistisch                                                          | Körperliche Gewalt                               | Zivilisten        | 0        | 25        | Naxalitenaufstand                 |
| 24. Juli 2020 | Sudan                        | Dschanub Darfur | [ 206 ]                                 |                               |                                                                     | Schusswaffen                                     | Dorf              | 20       | 22        | Darfur-Konflikt                   |
| 25. Juli 2020 | Sudan                        | Gharb Darfur    | [ 207 ]                                 | vermutlich Dschandschawid     | arabisch-nationalistisch                                            | Schusswaffen, Brandstiftung                      | Dorf              | 61       | 54        | Darfur-Konflikt                   |
| 30. Juli 2020 | Afghanistan                  | Pul-i-Alam      | [ 208 ] [ 209 ]                         | vermutlich Taliban            | deobandisch-fundamentalistisch, paschtunisch, islamistisch          | Selbstmordattentäter mit Autobombe               | Regierungsgebäude | 17       | 30        | Krieg in Afghanistan              |

## August
| Datum/Beginn    | Betroffenes Land             | Stadt/Ort     | Artikel/Quellenangabe           | Täter                | Politische Ausrichtung                                          | Mittel                                                                       | Ziel                                 | Tote     | Verletzte | Hintergrund                            |
| --------------- | ---------------------------- | ------------- | ------------------------------- | -------------------- | --------------------------------------------------------------- | ---------------------------------------------------------------------------- | ------------------------------------ | -------- | --------- | -------------------------------------- |
| 02. August 2020 | Afghanistan                  | Dschalalabad  | [ 210 ] [ 211 ]                 | IS                   | salafistisch, wahhabitisch                                      | Selbstmordattentäter mit Autobombe, Schusswaffen                             | Gefängnis, Soldaten, Zivilisten      | 29 (+10) | 50        | Krieg in Afghanistan                   |
| 05. August 2020 | Afghanistan                  | Baglan        | [ 212 ]                         | Taliban              | deobandisch-fundamentalistisch, paschtunisch, islamistisch      | Landmine                                                                     | Regierungskonvoi, Polizisten         | 11       | 24        | Krieg in Afghanistan                   |
| 05. August 2020 | Pakistan                     | Karatschi     | [ 213 ]                         | Sindhudesh           | autonomistisch, nationalistisch                                 | Granate                                                                      | Kundgebung                           | 1        | 28        | Aufstand in Sindh                      |
| 07. August 2020 | Burkina Faso                 | Fada N’Gourma | [ 214 ] [ 215 ]                 |                      |                                                                 | Schusswaffen                                                                 | Viehmarkt                            | 20       |           | Aufstand im Maghreb seit 2002          |
| 10. August 2020 | Pakistan                     | Chaman        | [ 216 ] [ 217 ]                 | TTP, Hizbul Ahrar    | deobandisch, islamisch-fundamentalistisch                       | Motorradbombe                                                                | Sicherheitskräfte                    | 5        | 20        |                                        |
| 13. August 2020 | Jemen                        | Ma'rib        | [ 218 ]                         | Huthi                | zaiditisch, antiimperialistisch, antizionistisch, antisemitisch | Drohne                                                                       | Soldaten                             | 7 (+12)  | 21        | Militärintervention im Jemen seit 2015 |
| 16. August 2020 | Somalia                      | Mogadischu    | [ 219 ] [ 220 ]                 | al-Shabaab           | wahhabitisch, islamistisch                                      | Selbstmordattentäter mit Autobombe, Automatische Schusswaffen                | Hotel                                | 14 (+3)  | 28        | Somalischer Bürgerkrieg                |
| 19. August 2020 | Indien                       | Chhattisgarh  | [ 221 ]                         | CPI                  | marxistisch-leninistisch, maoistisch, links-nationalistisch     | Schusswaffen, Körperliche Gewalt                                             | Zivilisten                           | 0        | 31        | Naxalitenaufstand                      |
| 24. August 2020 | Philippinen                  | Jolo (Sulu)   | [ 222 ] [ 223 ] [ 224 ] [ 225 ] | vermutlich Abu Sajaf | islamistisch, islamisch-fundamentalistisch                      | Selbstmordattentäterin mit Motorradbombe, Selbstmordattentäterin, Sprengsatz | Lebensmittelmarkt, Sicherheitskräfte | 14 (+2)  | 78        | Moro-Konflikt                          |
| 24. August 2020 | Demokratische Republik Kongo | Nord-Kivu     | [ 226 ]                         | ADF                  | islamistisch                                                    |                                                                              | Zivilisten                           | 20       |           | ADF-Konflikt                           |
| 25. August 2020 | Afghanistan                  | Balch         | [ 227 ] [ 228 ]                 | Taliban              | deobandisch-fundamentalistisch, paschtunisch, islamistisch      | Selbstmordattentäter mit Autobombe                                           | Sicherheitskräfte                    | 5 (+1)   | 32        | Krieg in Afghanistan                   |
| 26. August 2020 | Demokratische Republik Kongo | Nord-Kivu     | [ 229 ]                         | ADF                  | islamistisch                                                    |                                                                              | Dörfer                               | 20       |           | ADF-Konflikt                           |
| 26. August 2020 | Nigeria                      | Gwoza         | [ 230 ]                         | Boko Haram           | wahhabitisch, islamistisch                                      |                                                                              | Zivilisten                           | 75       |           | Scharia-Konflikt in Nigeria            |
| 28. August 2020 | Jemen                        | Ma'rib        | [ 231 ] [ 232 ]                 | Huthi                | zaiditisch, antiimperialistisch, antizionistisch, antisemitisch | Ballistische Rakete                                                          | Militärstützpunkt, Moschee           | 5        | 40        | Militärintervention im Jemen seit 2015 |

## September
| Datum/Beginn       | Betroffenes Land             | Stadt/Ort         | Artikel/Quellenangabe   | Täter                 | Politische Ausrichtung                                          | Mittel                             | Ziel                           | Tote   | Verletzte | Hintergrund                            |
| ------------------ | ---------------------------- | ----------------- | ----------------------- | --------------------- | --------------------------------------------------------------- | ---------------------------------- | ------------------------------ | ------ | --------- | -------------------------------------- |
| 03. September 2020 | Nigeria                      | Borno             | [ 233 ]                 | Boko Haram            | wahhabitisch, islamistisch                                      | Brandstiftung, Maschinengewehre    | Soldaten                       | 20     |           | Scharia-Konflikt in Nigeria            |
| 05. September 2020 | Äthiopien                    | Benishangul-Gumuz | [ 234 ]                 |                       |                                                                 | Maschinengewehre                   | Zivilisten                     | 89     |           | Scharia-Konflikt in Nigeria            |
| 08. September 2020 | Demokratische Republik Kongo | Ituri             | [ 235 ] [ 236 ] [ 237 ] | ADF                   | islamistisch                                                    | Schusswaffen, Macheten, Entführung | Zivilisten                     | 58     |           | ADF-Konflikt                           |
| 11. September 2020 | Somalia                      | Kismaayo          | [ 238 ] [ 239 ]         | al-Shabaab            | wahhabitisch, islamistisch                                      | Selbstmordattentäter               | Moschee                        | 6 (+1) | 20        | Somalischer Bürgerkrieg                |
| 20. September 2020 | Afghanistan                  | Wardak            | [ 240 ]                 | Taliban               | deobandisch-fundamentalistisch, paschtunisch, islamistisch      |                                    | Militärkonvoi                  | 31     |           | Krieg in Afghanistan                   |
| 20. September 2020 | Afghanistan                  | Paktika           | [ 241 ]                 | Taliban               | deobandisch-fundamentalistisch, paschtunisch, islamistisch      | Autobombe                          | Hochzeit                       | 0      | 20        | Krieg in Afghanistan                   |
| 22. September 2020 | Afghanistan                  | Urusgan           | [ 242 ]                 | Taliban               | deobandisch-fundamentalistisch, paschtunisch, islamistisch      |                                    | Kontrollpunkte                 | 28     |           | Krieg in Afghanistan                   |
| 23. September 2020 | Jemen                        | Saʿda             | [ 243 ]                 | Huthi                 | zaiditisch, antiimperialistisch, antizionistisch, antisemitisch | Rakete                             | Militärstützpunkt              | 8      | 28        | Militärintervention im Jemen seit 2015 |
| 25. September 2020 | Frankreich                   | Paris             | [ 244 ] [ 245 ] [ 246 ] | Zaheer Hassan Mehmood | islamistisch                                                    | Beil                               | Zivilisten, Charlie-Hebdo-Büro | 0      | 2         |                                        |
| 25. September 2020 | Nigeria                      | Borno             | [ 247 ]                 | Boko Haram            | wahhabitisch, islamistisch                                      | Panzerfäuste, Maschinengewehre     | Regierungskonvoi               | 30     |           | Scharia-Konflikt in Nigeria            |

## Oktober
| Datum/Beginn     | Betroffenes Land             | Stadt/Ort       | Artikel/Quellenangabe                       | Täter                                             | Politische Ausrichtung                                     | Mittel                                              | Ziel                                          | Tote     | Verletzte | Hintergrund                           |
| ---------------- | ---------------------------- | --------------- | ------------------------------------------- | ------------------------------------------------- | ---------------------------------------------------------- | --------------------------------------------------- | --------------------------------------------- | -------- | --------- | ------------------------------------- |
| 03. Oktober 2020 | Afghanistan                  | Nangarhar       | [ 248 ] [ 249 ]                             | Taliban                                           | deobandisch-fundamentalistisch, paschtunisch, islamistisch | Selbstmordattentäter mit Autobombe, Schusswaffen    | Regierungsgebäude                             | 15       | 42        | Krieg in Afghanistan                  |
| 04. Oktober 2020 | Burkina Faso                 | Centre-Nord     | [ 250 ]                                     | Muslimische Extremisten                           |                                                            | Schusswaffen, Entführung                            | Flüchtlingskonvoi                             | 25       | 0         | Aufstand im Maghreb seit 2002         |
| 04. Oktober 2020 | Deutschland                  | Dresden         | Messerangriff in Dresden am 4. Oktober 2020 | Islamist                                          | islamistisch                                               | Messer                                              | Touristen                                     | 1        | 1         |                                       |
| 05. Oktober 2020 | Afghanistan                  | Laghman         | [ 253 ] [ 254 ]                             | Taliban                                           | deobandisch-fundamentalistisch, paschtunisch, islamistisch | Selbstmordattentäter mit Autobombe                  | Gouverneurskonvoi, Schule, Zivilisten         | 8 (+1)   | 38        | Krieg in Afghanistan                  |
| 06. Oktober 2020 | Syrien                       | al-Bab          | [ 255 ] [ 256 ]                             | vermutlich YPG                                    |                                                            | Autobombe                                           | Bushaltestelle                                | 18       | 75        | Bürgerkrieg in Syrien seit 2011       |
| 12. Oktober 2020 | Kroatien                     | Zagreb          | [ 257 ]                                     | Danijel Bezuk                                     |                                                            | Schusswaffe                                         | Regierungsgebäude, Polizist                   | 0 (+1)   | 1         |                                       |
| 13. Oktober 2020 | Mali                         | Region Mopti    | [ 258 ]                                     | vermutlich Muslimische Extremisten                |                                                            | Schusswaffen                                        | Bus                                           | 13       | 20        | Konflikt in Nordmali (seit 2012)      |
| 14. Oktober 2020 | Tansania                     | Mtwara          | [ 259 ] [ 260 ] [ 261 ]                     | IS                                                | salafistisch, wahhabitisch                                 | Stichwaffen, Brandstiftung                          | Dorf, Militärstützpunkt, Sicherheitskräfte    | 20       |           | Aufstand in Cabo Delgado              |
| 14. Oktober 2020 | Burkina Faso                 | Sahel           | [ 262 ] [ 263 ] [ 264 ]                     | Muslimische Extremisten                           |                                                            | Schusswaffen                                        | Dörfer                                        | 20       |           | Aufstand im Maghreb seit 2002         |
| 16. Oktober 2020 | Frankreich                   | Éragny-sur-Oise | Mord an Samuel Paty                         | Islamist                                          | islamistisch                                               | Messer                                              | Lehrer                                        | 1 (+1)   | 0         |                                       |
| 16. Oktober 2020 | Afghanistan                  | Badachschan     | [ 266 ] [ 267 ] [ 268 ] [ 269 ]             |                                                   |                                                            |                                                     | Sicherheitskräfte                             | 11 (+15) | 40        | Krieg in Afghanistan                  |
| 18. Oktober 2020 | Afghanistan                  | Tschaghtscharan | [ 270 ] [ 271 ]                             | Taliban                                           | deobandisch-fundamentalistisch, paschtunisch, islamistisch | Selbstmordattentäter mit Autobombe                  | Polizeihauptquartier, Regierungsgebäude       | 16 (+1)  | 155       | Krieg in Afghanistan                  |
| 19. Oktober 2020 | Demokratische Republik Kongo | Sud-Kivu        | [ 272 ]                                     | Ngumino-Twigwaneho-Koalition, Mai-Mai-Milizionäre |                                                            |                                                     | Milizionäre, Zivilisten                       | 20 (+20) |           | ADF-Konflikt                          |
| 21. Oktober 2020 | Afghanistan                  | Tachar          | [ 273 ] [ 274 ] [ 275 ]                     | Taliban                                           | deobandisch-fundamentalistisch, paschtunisch, islamistisch | Schusswaffen                                        | Sicherheitskräfte                             | 25 (+16) | 12        | Krieg in Afghanistan                  |
| 23. Oktober 2020 | Afghanistan                  | Nimrus          | [ 276 ] [ 277 ]                             | Taliban                                           | deobandisch-fundamentalistisch, paschtunisch, islamistisch | Entführung                                          | Soldaten                                      | 24       | 0         | Krieg in Afghanistan                  |
| 23. Oktober 2020 | Afghanistan                  | Farah           | [ 278 ]                                     | Taliban                                           | deobandisch-fundamentalistisch, paschtunisch, islamistisch |                                                     | Militärstützpunkt                             | 20 (+12) | 0         | Krieg in Afghanistan                  |
| 24. Oktober 2020 | Afghanistan                  | Kabul           | [ 279 ] [ 280 ] [ 281 ]                     | IS                                                | salafistisch, wahhabitisch                                 | Selbstmordattentäter                                | Schule                                        | 40 (+1)  | 70        | Krieg in Afghanistan                  |
| 27. Oktober 2020 | Afghanistan                  | Chost           | [ 282 ] [ 283 ]                             | Taliban                                           | deobandisch-fundamentalistisch, paschtunisch, islamistisch | 3 Selbstmordattentäter mit Autobomben, Schusswaffen | Militärgelände, Sicherheitskräfte, Zivilisten | 5 (+10)  | 23        | Krieg in Afghanistan                  |
| 27. Oktober 2020 | Pakistan                     | Peschawar       | [ 284 ] [ 285 ]                             |                                                   |                                                            | Rucksackbombe                                       | Madrasa                                       | 8        | 120       | Konflikt in Nordwest-Pakistan         |
| 29. Oktober 2020 | Frankreich                   | Nizza           | Anschlag in Nizza 2020                      | Brahim Aouissaoui                                 | islamistisch                                               | Messer                                              | Kirche, Zivilisten                            | 3        | 6+        | Islamistische Anschläge in Frankreich |
| 29. Oktober 2020 | Demokratische Republik Kongo | Nord-Kivu       | [ 288 ]                                     | NDC-R                                             |                                                            |                                                     | Zivilisten                                    | 48       |           | Dritter Kongokrieg                    |
| 29. Oktober 2020 | Saudi-Arabien                | Dschidda        | [ 289 ] [ 290 ]                             |                                                   |                                                            | Stichwaffe                                          | Französisches Konsulat, Wachmann              | 0        | 1         |                                       |
| 31. Oktober 2020 | Demokratische Republik Kongo | Nord-Kivu       | [ 291 ] [ 292 ]                             | ADF                                               | islamistisch                                               | Schusswaffen, Brandstiftung, Entführung             | Dorf, Gesundheitszentrum, Kirche              | 21       |           | ADF-Konflikt                          |

## November
| Datum/Beginn      | Betroffenes Land             | Stadt/Ort         | Artikel/Quellenangabe                   | Täter                                       | Politische Ausrichtung                                                                                              | Mittel                                             | Ziel                                       | Tote    | Verletzte | Hintergrund                      |
| ----------------- | ---------------------------- | ----------------- | --------------------------------------- | ------------------------------------------- | --- | -------------------------------------------------- | ------------------------------------------ | ------- | --------- | -------------------------------- |
| 01. November 2020 | Äthiopien                    | Wollega           | [ 293 ] [ 294 ] [ 295 ] [ 296 ] [ 297 ] | OLF, TPLF                                   | autonomistisch, oromo-nationalistisch, sozialistisch; autonomistisch, tigray-nationalistisch, links-nationalistisch | Schusswaffen, Entführung, Exekution, Brandstiftung | Amhara-Zivilisten                          | 54      |           | Bürgerkrieg in Äthiopien ab 2020 |
| 02. November 2020 | Afghanistan                  | Kabul             | [ 298 ] [ 299 ] [ 300 ] [ 301 ]         | IS                                          | salafistisch, wahhabitisch                                                                                          | Selbstmordattentäter, Maschinengewehre             | Universität Kabul                          | 32 (+3) | 50        | Krieg in Afghanistan             |
| 02. November 2020 | Österreich                   | Wien              | Terroranschlag in Wien 2020             | Kujtim Fejzulai (Islamist)                  | islamistisch | Automatisches Gewehr, Schusswaffen, Machete        | Zivilisten, Polizisten                     | 4 (+1)  | 23        |                                  |
| 02. November 2020 | Mosambik                     | Cabo Delgado      | [ 304 ]                                 | IS                                          | salafistisch, wahhabitisch                                                                                          | Macheten                                           | Zivilisten                                 | 20      | 0         | Aufstand in Cabo Delgado         |
| 04. November 2020 | Afghanistan                  | Kundus            | [ 305 ]                                 | Taliban                                     | deobandisch-fundamentalistisch, paschtunisch, islamistisch                                                          | Sprengstoff                                        | Militärstützpunkt                          | 1       | 21        | Krieg in Afghanistan             |
| 06. November 2020 | Mosambik                     | Cabo Delgado      | [ 306 ] [ 307 ] [ 308 ]                 | Ansar al-Sunna                              | sunnitisch-islamistisch, salafistisch                                                                               | Schuss- und Stichwaffen, Entführung, Brandstiftung | Dörfer, Zivilisten                         | 55      |           | Aufstand in Cabo Delgado         |
| 08. November 2020 | Afghanistan                  | Maiwand           | [ 309 ]                                 | Taliban                                     | deobandisch-fundamentalistisch, paschtunisch, islamistisch                                                          | Selbstmordattentäter mit Autobombe                 | Polizeihauptquartier                       | 14 (+1) | 49        | Krieg in Afghanistan             |
| 09. November 2020 | Äthiopien                    | Tigray            | [ 310 ] [ 311 ]                         | Samri-Miliz, vermutlich TPLF / Amhara-Miliz | autonomistisch, tigray-nationalistisch, links-nationalistisch                                                       | Macheten, Messer, Äxte                             | Amhara-Zivilisten, Tigray-Zivilisten       | 767     |           | Bürgerkrieg in Äthiopien ab 2020 |
| 10. November 2020 | Afghanistan                  | Faryab            | [ 312 ]                                 | Taliban                                     | deobandisch-fundamentalistisch, paschtunisch, islamistisch                                                          | Autobombe, Schusswaffen                            | Polizisten                                 | 4       | 20        | Krieg in Afghanistan             |
| 11. November 2020 | Syrien                       | Homs              | [ 313 ] [ 314 ] [ 315 ]                 | IS                                          | salafistisch, wahhabitisch                                                                                          | Brandstiftung                                      | Militärstützpunkt                          | 21      | 0         | Bürgerkrieg in Syrien seit 2011  |
| 14. November 2020 | Äthiopien                    | Benishangul-Gumuz | [ 316 ]                                 | TPLF                                        | autonomistisch, tigray-nationalistisch, links-nationalistisch                                                       | Schusswaffen                                       | Bus                                        | 34      |           | Bürgerkrieg in Äthiopien ab 2020 |
| 17. November 2020 | Demokratische Republik Kongo | Nord-Kivu         | [ 317 ] [ 318 ]                         | ADF                                         | islamistisch | Entführung, Exekution                              | Dorf, Zivilisten                           | 35      |           | ADF-Konflikt                     |
| 18. November 2020 | Afghanistan                  | Badachschan       | [ 319 ]                                 |                                             | | Stichwaffen, Brandstiftung                         | Distrikt, Polizisten, NDS-Abteilungsleiter | 28      |           | Krieg in Afghanistan             |
| 19. November 2020 | Afghanistan                  | Kandahar          | [ 320 ]                                 |                                             | | Motorradbombe                                      | Kontrollpunkt                              | 2       | 20        | Krieg in Afghanistan             |
| 21. November 2020 | Afghanistan                  | Kabul             | [ 321 ] [ 322 ]                         | IS                                          | salafistisch, wahhabitisch                                                                                          | Raketen                                            | Wohnviertel                                | 10      | 51        | Krieg in Afghanistan             |
| 21. November 2020 | Nigeria                      | Borno             | [ 323 ]                                 | Boko Haram                                  | wahhabitisch, islamistisch                                                                                          | Raketen, Landminen, Automatische Schusswaffen      | Militärpatrouille                          | 6       | 26        | Scharia-Konflikt in Nigeria      |
| 24. November 2020 | Afghanistan                  | Bamiyan           | [ 324 ] [ 325 ]                         | vermutlich Taliban                          | deobandisch-fundamentalistisch, paschtunisch, islamistisch                                                          | 2 Sprengsätze                                      | Markt, Verkehrspolizisten, Zivilisten      | 17      | 50        | Krieg in Afghanistan             |
| 24. November 2020 | Schweiz                      | Lugano            | [ 326 ] [ 327 ]                         | vermutlich Islamistin                       | islamistisch | Messer                                             | Zivilisten                                 | 0       | 2         |                                  |
| 27. November 2020 | Irak                         | Nasiriya          | [ 328 ]                                 | Sadrist Movement                            | irakisch-nationalistisch, schiitisch-islamistisch, religiös-konservativ                                             | Schusswaffen, Messer, Brandstiftung                | Demonstranten                              | 4       | 70        | Proteste im Irak 2019/2020       |
| 28. November 2020 | Nigeria                      | Borno             | [ 329 ] [ 330 ]                         | Boko Haram                                  | wahhabitisch, islamistisch                                                                                          | Sturmgewehre, Stichwaffen, Brandstiftung           | Landarbeiter, Bauern, Fischer              | 110     | 6         | Scharia-Konflikt in Nigeria      |
| 29. November 2020 | Afghanistan                  | Qalāt-i Ghildschī | [ 331 ] [ 332 ]                         |                                             | | Selbstmordattentäter mit Autobombe                 | Ata Jan Haqbayan                           | 3 (+1)  | 23        | Krieg in Afghanistan             |
| 29. November 2020 | Afghanistan                  | Ghazni            | [ 333 ] [ 334 ]                         | Taliban                                     | deobandisch-fundamentalistisch, paschtunisch, islamistisch                                                          | Selbstmordattentäter mit Autobombe, Schusswaffen   | Militärstützpunkt, Sicherheitskräfte       | 30 (+1) | 24        | Krieg in Afghanistan             |
| 29. November 2020 | Mosambik                     | Cabo Delgado      | [ 335 ]                                 | Ansar al-Sunna                              | sunnitisch-islamistisch, salafistisch                                                                               | Schusswaffen                                       | Soldaten                                   | 25      | 15        | Aufstand in Cabo Delgado         |

## Dezember
| Datum/Beginn      | Betroffenes Land             | Stadt/Ort                            | Artikel/Quellenangabe   | Täter              | Politische Ausrichtung                                     | Mittel                                               | Ziel                                                     | Tote      | Verletzte | Hintergrund                            |
| ----------------- | ---------------------------- | ------------------------------------ | ----------------------- | ------------------ | ---------------------------------------------------------- | ---------------------------------------------------- | -------------------------------------------------------- | --------- | --------- | -------------------------------------- |
| 02. Dezember 2020 | Afghanistan                  | Chost                                | [ 336 ]                 | vermutlich Taliban | deobandisch-fundamentalistisch, paschtunisch, islamistisch | Autobombe                                            | FOB Chapman, afghanische Soldaten                        | 13        | 20        | Krieg in Afghanistan                   |
| 07. Dezember 2020 | Afghanistan                  | Kandahar                             | [ 337 ]                 |                    |                                                            | Selbstmordattentäter mit Autobombe                   | Polizeihauptquartier, Regierungsgebäude, NDS-Mitarbeiter | 0 (+1)    | 33        | Krieg in Afghanistan                   |
| 11. Dezember 2020 | Demokratische Republik Kongo | Nord-Kivu                            | [ 338 ] [ 339 ]         | ADF                | islamistisch                                               | Entführung, Brandstiftung                            | Dorf, Journalist, Zivilisten                             | 27        |           | ADF-Konflikt                           |
| 12. Dezember 2020 | Niger                        | Toumour                              | [ 340 ] [ 341 ]         | Boko Haram         | wahhabitisch, islamistisch                                 | Schusswaffen, Brandstiftung                          | Dorf                                                     | 34        | 100       | Scharia-Konflikt in Nigeria            |
| 13. Dezember 2020 | Pakistan                     | Rawalpindi                           | [ 342 ] [ 343 ]         |                    |                                                            | Granate                                              | Polizeistation, Straßenhändler                           | 1         | 24        |                                        |
| 15. Dezember 2020 | Äthiopien                    | Oromia                               | [ 344 ]                 | OLF                | autonomistisch, oromo-nationalistisch, sozialistisch       | Schusswaffen                                         | Amhara-Zivilisten                                        | 19        | 24        | Bürgerkrieg in Äthiopien ab 2020       |
| 18. Dezember 2020 | Afghanistan                  | Ghazni                               | [ 345 ]                 | vermutlich Taliban | deobandisch-fundamentalistisch, paschtunisch, islamistisch | Rikscha-Bombe                                        | Zivilisten                                               | 15        | 20        | Krieg in Afghanistan                   |
| 18. Dezember 2020 | Somalia                      | Gaalkacyo                            | [ 346 ]                 | al-Shabaab         | wahhabitisch, islamistisch                                 | Selbstmordattentäter                                 | Kundgebung des Premierministers, Militäroffiziere        | 21 (+1)   | 19        | Somalischer Bürgerkrieg                |
| 20. Dezember 2020 | Afghanistan                  | Kabul                                | [ 347 ] [ 348 ]         | vermutlich Taliban | deobandisch-fundamentalistisch, paschtunisch, islamistisch | Autobombe                                            | Politiker                                                | 10        | 52        | Krieg in Afghanistan                   |
| 23. Dezember 2020 | Äthiopien                    | Bekuji, Bulen, Woreda (Metekel-Zone) | [ 294 ] [ 349 ] [ 350 ] | Gumuz-Extremisten  |                                                            | Schusswaffen, Brandstiftung, Messer, Pfeil und Bogen | Dorf, Amhara-, Oromo- und Shinasha-Zivilisten            | 207 (+15) | 38        | Bürgerkrieg in Äthiopien ab 2020       |
| 30. Dezember 2020 | Jemen                        | Aden                                 | [ 351 ] [ 352 ] [ 353 ] |                    |                                                            | Mörser, Schusswaffen                                 | Flughafen Aden, Regierungsbeamte                         | 25        | 110       | Militärintervention im Jemen seit 2015 |
| 30. Dezember 2020 | Syrien                       | Deir ez-Zor                          | [ 354 ] [ 355 ]         | IS                 | salafistisch, wahhabitisch                                 | Sprengsätze, Schusswaffen                            | Militärbusse                                             | 39        | 10        | Bürgerkrieg in Syrien seit 2011        |
| 31. Dezember 2020 | Demokratische Republik Kongo | Nord-Kivu                            | [ 356 ] [ 357 ]         | ADF                | islamistisch                                               | Entführung, Macheten, Brandstiftung                  | Zivilisten                                               | 25        |           | ADF-Konflikt                           |